# 口庄
口庄，是臺灣彰化縣花壇鄉的一個傳統地域名稱，位於該鄉西北部。相較於今日行政區，其範圍大致包括北口村、中口村、南口村、崙雅村。

## 歷史
台灣清治末期至日治初期，口庄地區為一街庄，稱為「口庄」，隸屬於燕霧上堡。該庄北與大埔庄為鄰，東與白沙坑庄為鄰，南邊為茄苳腳庄，西邊為秀水庄，西北邊一小段與莿桐腳庄為界。
1901年（日治明治三十四年）11月，該庄隸屬於彰化廳。1909年（明治四十二年）10月，改隸屬於臺中廳。1920年（大正九年），該庄改制為「口庄」大字，隸屬於臺中州彰化郡花壇庄，大字下有「口庄」、「崙子頭」小字名。
戰後花壇庄改制為花壇鄉，隸屬於彰化縣，大字亦改制為村。

## 交通
台鐵縱貫線大致以北北東—南南西走向轉北北西—南南東走向經過口庄地區中部偏東地帶，境內未設車站。該地區北側較近的車站為彰化車站，屬一等站，各級列車均有停靠；南側較近的為花壇車站，屬甲種簡易站，僅停靠區間車。
國道1號又稱「中山高速公路」，是貫穿台灣西部的兩條縱向高速公路之一，大致以縱向經過口庄地區西北部。境內未設交流道，但彰化交流道即在本地區北部邊界外不遠處的省道台19線交會處，由此可快速前往南北各地。
省道台1線（中山路二毁）又稱「縱貫公路」，是台北至屏東楓港的幹道，大致以北北西—南南東走向經過本地區東部邊界地帶，往北可前往彰化、清水、頭份等地，往南可前往員林、西螺、斗南等地。

## 學校
- 僑愛國小